# أليكس ميلر (لاعب كرة قدم)
أليكس ميلر (بالإنجليزية: Alex Miller)‏ (مواليد 4 يوليو 1949)، هو لاعب كرة قدم سابق كان يلعب كمدافع.

## وصلات خارجية
- أليكس ميلر على موقع قاعدة بيانات كرة القدم.إي يو (الإنجليزية)
- أليكس ميلر على موقع Soccerbase.com (مدرب) (الإنجليزية)
- أليكس ميلر على موقع Soccerway.com (الإنجليزية)
- أليكس ميلر على موقع عالم كرة القدم.نت (الإنجليزية)

- transfermarkt.com
- worldfootball.net
- J.League Data Site (باليابانية)